# پومالا
پومالا (به فنلاندی: Puumala) یک منطقهٔ مسکونی در فنلاند است که در ساوونیای جنوبی واقع شده‌است.